# Thierry de Peretti
Pour les articles homonymes, voir Peretti.
Thierry de Peretti, né le 19 novembre 1970 à Ajaccio, est un acteur, réalisateur et metteur en scène français.

## Biographie
Il commence sa formation au cours Florent au sein de la classe libre, dans la promotion des comédiens Jean-Paul Rouve, Jeanne Balibar, Ariane Séguillon, Eric Berger, Valérie Bonneton, du comédien, metteur en scène, décorateur scénographe et administrateur de la Comédie-Française Eric Ruf, et du photographe Grégory Herpe. En 2001, il est lauréat de la Villa Médicis Hors les murs et obtient le prix de la Révélation théâtrale du Syndicat national de la critique.
Au théâtre, il a notamment joué sous la direction de Thibault de Montalembert dans la Lettre au père de Kafka, de Guillaume Gallienne, à Tokyo, dans Huis clos de Sartre, de Pierre Vial dans Le Soulier de satin de Claudel, de Christiane Cohendy dans Still Life d’Emily Mann et dans Saleté de paix d’Anita Langoff.
Il a également joué dans les spectacles qu'il a mis en scène : L'Heure de lynx de P.O. Enquist, Quai Ouest, Sallinger et Le Retour au désert de Bernard-Marie Koltès, Une envie de tuer de Xavier Durringer, Révolution avec chien IIe, de Tim Krohn, Valparaiso de Don DeLillo, Les Brouillons d’une saison en enfer de Rimbaud, Richard II de Shakespeare, Gengis parmi les Pygmées de Gregory Motton, Le Mystère de la rue Rousselet d'Eugène Labiche, Illuminations - Coloured Plates d'Arthur Rimbaud et Le Jour des meurtres dans l'histoire d'Hamlet de Koltès.
Au cinéma, il a tourné notamment sous la direction de Patrice Chéreau dans Ceux qui m'aiment prendront le train, de Bertrand Bonello dans De la guerre, d'Orso Miret dans Le Silence, d'Alain Raoust dans L'Été indien, de Vincent Ravalec dans La Merveilleuse Odyssée de l'idiot toboggan. Il a également tourné dans de nombreux courts-métrages (de Laurent Bouhnik, Adrian Smith, Marie Garel Weiss...).
En 2005, il réalise un premier film court, Le Jour de ma mort.
À la radio, il réalise et met en voix pour France Culture de nombreux textes contemporains et produit un Atelier de Création Radiophonique (ACR).
Il est artiste associé au Pavillon du Palais de Tokyo en 2007.
Thierry de Peretti dédie son long métrage Les Apaches à l'acteur Foued Nassah, décédé en 2010.
Il est intervenant à l'ECAL (école cantonale d'Art de Lausanne) en 2014 et 2015.
En 2017, il sort deux films : Une vie violente, long métrage de fiction basé sur les luttes nationalistes corses, et Lutte jeunesse, court métrage documentaire composé d'entretiens préparatoires à cette fiction.
Il est membre du collectif 50/50 qui a pour but de promouvoir l’égalité des femmes et des hommes et la diversité dans le cinéma et l’audiovisuel.

## Théâtre

### Comédien
- 1995 : La Ville dont le prince est un enfant d'Henry de Montherlant, mise en scène Pierre Boutron
- 1997 : Still Life d'Emily Mann, Festival d'Avignon
- 2001 : Le Retour au désert de Bernard-Marie Koltès, mise en scène Thierry de Peretti, Théâtre de la Bastille, Théâtre de Nice
- 2001 : Saleté de paix d'Anita Langoff, mise en scène Christiane Cohendy
- 2002 : La Mouette d'Anton Tchekhov, mise en scène Philippe Calvario, Théâtre national de Bretagne, Théâtre des Célestins, tournée
- 2004 : Richard II de William Shakespeare, mise en scène Thierry de Peretti, Théâtre de la Ville
- 2007 : Lettre au père de Franz Kafka, mise en scène Thibault de Montalembert, Théâtre de la Bastille
- 2008 : Le Jour des meurtres dans l'histoire d'Hamlet de Bernard-Marie Koltès, mise en scène Thierry de Peretti, Théâtre de la Bastille

### Metteur en scène
- 1990 : L'Heure du lynx de Per Olov Enquist
- 1991 : Quai Ouest de Bernard-Marie Koltès, Théâtre Paris Plaine
- 1995 : Une envie de tuer de Xavier Durringer, Théâtre de la Main d'Or
- 1998 : Sallinger de Bernard-Marie Koltès, Espace des Blancs-Manteaux
- 2001 : Le Retour au désert de Bernard-Marie Koltès, Théâtre de la Bastille
- 2002 : Valparaiso de Don DeLillo, Théâtre de la Bastille
- 2004 : Gengis parmi les Pygmées de Gregory Motton, Théâtre du Vieux-Colombier Comédie-Française
- 2004 : Le Mystère de la rue Rousselet d'Eugène Labiche, Théâtre du Vieux-Colombier Comédie-Française
- 2004 : Richard II de William Shakespeare, Théâtre de la Ville
- 2006 : Coloured Plates-Illuminations d'après Arthur Rimbaud, Théâtre des Abbesses
- 2008 : Le Jour des meurtres dans l'histoire d'Hamlet de Bernard-Marie Koltès, Théâtre de la Bastille
- 2010 : Day of murders in the history of Hamlet de Bernard-Marie Koltès, 7 Stages/ Atlanta
- 2015 : Les Larmes amères de Petra Von Kant de Rainer-Werner Fassbinder, Théâtre de l'Œuvre.

## Filmographie

### Acteur
- 1992 : Vacances au purgatoire (téléfilm) de Marc Simenon : Benoît
- 1993 : C'était la guerre (téléfilm) de Maurice Failevic
- 1994 : Des feux mal éteints de Serge Moati : soldat à l'hôpital
- 1995 : Le Plus bel âge de Didier Haudepin : Carlos
- 1995 : La Fête des pères (téléfilm) de Jean-Daniel Verhaeghe : Sylvain
- 1997 : Lucie Aubrac de Claude Berri
- 1998 : Ceux qui m'aiment prendront le train de Patrice Chéreau : Dominique
- 1998 : Le Comte de Monte-Cristo, mini-série de Josée Dayan : Toussaint
- 1999 : Superlove de Jean-Claude Janer : Bébert
- 1999 : Les Enfants du siècle de Diane Kurys : Achille Devéria
- 2002 : La Merveilleuse odyssée de l'idiot toboggan de Vincent Ravalec
- 2004 : Les Enfants de Charlotte (téléfilm) de François Luciani : Maître Delaitre
- 2004 : Le Silence d'Orso Miret : Vincent
- 2007 : Monsieur Max (téléfilm) de Gabriel Aghion : le voisin à Drancy
- 2007 : L'Eté indien d'Alain Raoust : Jacky
- 2008 : De la guerre de Bertrand Bonello
- 2014 : Saint Laurent de Bertrand Bonello : le rédacteur en chef de Libé
- 2019 : Doubles Vies d'Olivier Assayas : l'invité de Marc-Antoine
- 2025 : Moi qui t'aimais de Diane Kurys : Serge Reggiani

### Réalisateur
- 2005 : Le Jour de ma mort (court métrage)
- 2011 : Sleepwalkers (moyen métrage)
- 2013 : Les Apaches
- 2017 : Une vie violente
- 2017 : Lutte Jeunesse (court métrage documentaire)
- 2022 : Enquête sur un scandale d'État
- 2024 : À son image

## Distinctions

### Récompenses
- Prix du Syndicat de la critique 2001 : Prix de la révélation théâtrale de l'année pour sa mise en scène de Le Retour au désert
- Lauréat de la Villa Médicis hors-les-murs 2001.

### Nominations et sélections
- Festival de Cannes 2013 : Sélectionné à la Quinzaine des réalisateurs pour Les Apaches
- Festival de Cannes 2017 : Sélectionné à la Semaine de la critique pour Une vie violente
- César 2023 : César de la meilleure adaptation pour Enquête sur un scandale d'État
- Festival de Cannes 2024 : Sélectionné à la Quinzaine des cinéastes pour À son image